# Leslie Parrish
Pour les articles homonymes, voir Parrish.
Leslie Parrish, de son vrai nom Marjorie Hellen, est une actrice américaine née le 18 mars 1935 à Melrose, Massachusetts (États-Unis).

## Biographie
D'abord connue sous son vrai nom, Marjorie Hellen, elle prend le pseudonyme Leslie Parrish en 1959. 
Elle a commencé sa carrière en tant que mannequin à New York avant de devenir actrice à Hollywood. L'un de ses rôles les plus notables est celui de « Daisy Mae » dans Li'l Abner (en). Par la suite, elle travailla pour la télévision. 
Leslie Parrish fut mariée, de 1977 à 1999, à l'écrivain américain Richard Bach, auteur de Jonathan Livingston le goéland. Il a décrit leur rencontre et leur relation dans deux ouvrages : Un pont sur l'infini et One.

## Filmographie

### Cinéma
- 1955 : Papa longues jambes (Daddy Long Legs), de Jean Negulesco : Collégienne
- 1955 : Le Seigneur de l'aventure (The Virgin Queen), de Henry Koster : Anne
- 1955 : How to Be Very, Very Popular : Une fille dans le bus
- 1955 : La Fille sur la balançoire (The Girl in the Red Velvet Swing), de Richard Fleischer : Flora Dora Girl
- 1956 : The Lieutenant Wore Skirts : Rôle mineur
- 1956 : The Opposite Sex, de David Miller : Mannequin
- 1957 : L'Otage du gang (en) (Hot Summer Night) : Hazel
- 1957 : Man on Fire : Honey
- 1958 : Tank Battalion (en) de Sherman A. Rose : Lt. Alice Brent
- 1958 : Fusée pour la lune (Missile to the Moon) de Richard E. Cunha : Zeta
- 1959 : Li'l Abner : Daisy Mae
- 1961 : Portrait of a Mobster, de Joseph Pevney : Iris Murphy
- 1962 : Un crime dans la tête (The Manchurian Candidate), de John Frankenheimer : Jocelyn Jordan
- 1963 : For Love or Money : Jan Brasher
- 1964 : Une vierge sur canapé (Sex and the Single Girl), de Richard Quine : Susan
- 1966 : Trois sur un sofa (Three on a Couch), de Jerry Lewis : Mary Lou Mauve
- 1968 : The Money Jungle (en) : Treva Saint
- 1969 : The Candy Man : Julie Evans
- 1969 : The Devil's 8 (en) de Burt Topper : Cissy
- 1970 : Brother, Cry for Me
- 1975 : The Giant Spider Invasion : Ev Kester
- 1976 : L'Étrangleur invisible (Invisible Strangler) : Colleen Hudson
- 1977 : Crash! (en) : Kathy

### Télévision
- 1965 et 1966 : Les Mystères de l'Ouest (The Wild Wild West), de Michael Garrison (série)
  - La Nuit de la Terreur (The Night the Wizard Shook the Earth), Saison 1 épisode 3, de Bernard L. Kowalski (1965) : Greta Lundquist
  - La Nuit de la Soucoupe volante (The Night of the Flying Pie Plate), Saison 2 épisode 6, de Robert Sparr (1966) : Morn
- 1967 : Star Trek : épisode Pauvre Apollon  :  Lieutenant Carolyn Palamas
- 1968 : Mannix : S1 épisode 24 The Girl In The Frame  :  Linda Marley
- 1971 : D.A.: Conspiracy to Kill : Ramona Bertrand
- 1971 : Banyon : Ruth Sprague
- 1977 : L'Âge de cristal, épisode 2 "les collecteurs"